# Limoeiro do Ajuru
Limoeiro do Ajuru is een gemeente in de Braziliaanse deelstaat Pará. De gemeente telt 24.967 inwoners (schatting 2009).